# Delphinium scopulorum
Delphinium scopulorum är en ranunkelväxtart som beskrevs av Asa Gray. Delphinium scopulorum ingår i släktet storriddarsporrar, och familjen ranunkelväxter. Inga underarter finns listade i Catalogue of Life.